# Robin Hranáč
 Robin Hranáč (Plzeň, 29 januari 2000) is een Tsjechische profvoetballer die als verdediger speelt voor FC Viktoria Plzeň en het nationale team van Tsjechië.

## Clubcarrière
Hranáč maakte in 2021 de overstap van de jeugdopleiding van FC Viktoria Plzeň naar het eerste elftal en maakte daar zijn debuut. Het daaropvolgende seizoen werd hij uitgeleend aan het Slowaakse MFK Tatran, waar hij zijn debuut maakte in de Fortuna Liga. Dit gebeurde tegen de regerend landskampioen Slovan Bratislava op 24 juli 2021.

## Interlandcarrière
Na zijn deelname aan het UEFA Europees Kampioenschap Onder-21 in 2023, debuteerde hij voor Tsjechië in een vriendschappelijke wedstrijd tegen Armenië op 26 maart 2024. Vervolgens werd hij door bondscoach Ivan Hašek opgeroepen voor het EK voetbal 2024. Hierin presteerde Tsjechië matig. De ploeg werd laatste in een poule met Portugal, Turkije en Georgië. Hranáč scoorde in de eerste groepswedstrijd tegen Portugal een ongelukkig eigen doelpunt, nadat keeper Jindřich Staněk de bal bij het verwerken van een schot op doel tegen Hranáč verwerkte, bij de 2-1 van Francisco Conceição in de 92e minuut ging Hranáč zelf niet vrijuit door een voorzet door zijn benen te laten glippen.